# Bette (cràter)
Bette és un cràter d'impacte en el planeta Venus de 7,2 km de diàmetre. Porta el nom d'un antropònim alemany (diminutiu d'Elizabeth), i el seu nom va ser aprovat per la Unió Astronòmica Internacional el 1994.